# Hotchkiss Mle 1929
La Mitrailleuse Hotchkiss de 13,2 mm Modèle 1929 era una mitragliatrice pesante francese, progettata e realizzata dalla Hotchkiss et Cie dalla fine degli anni venti alla seconda guerra mondiale. Fu acquistata da diversi paesi, tra i quali Giappone e Regno d'Italia che la produssero su licenza.

## Storia
Alla fine degli anni venti la Hotchkiss propose una famiglia di armi automatiche antiaeree nei calibri 13,2 mm, 25 mm e 37 mm. Tutte erano basate sullo stesso tipo di azione a sottrazione di gas. La mitragliatrice calibro 8 mm Hotchkiss Mle 1914 si era dimostrata estremamente affidabile durante la Grande Guerra ed era ancora in servizio. La Hotchkiss presentò la sua mitragliatrice da 13,2 mm anche come arma da fanteria, da montare su un normale treppiede per essere impiegata contro i blindati leggeri. I comandanti della fanteria dell'Armée de terre, che avevano espresso interesse nell'acquisizione di un'arma contraerea leggera, si opposero all'acquisto della mitragliera da 13,2 mm, sostenendo che tali pallottole in fase di caduta potevano essere pericolose per le truppe amiche e si orientarono per calibri maggiori con proietti che esplodevano distruggendosi. La mitragliatrice Mle 1929 trovò invece esteso uso da parte della Marine nationale come arma imbarcata e la cavalleria francese la scelse per equipaggiare alcuni suoi blindati.

## Servizio

### Variante antiaerea terrestre

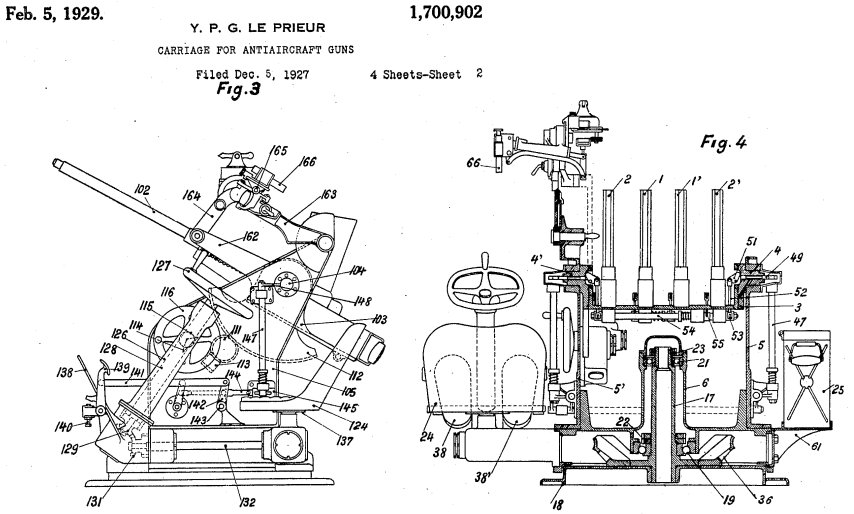
Affusto navale quadrinato.

L'Armée de l'air acquistò la mitragliatrice in configurazione binata su affusto a tripode, designata mitrailleuse de 13,2 mm CA Mle 1930. Venne impiegata per la difesa antiaerea a corto raggio degli aeroporti e delle infrastrutture strategiche.

### Variante antiaerea navale
Nella prima fase della seconda guerra mondiale la Marine nationale e la Marina imperiale giapponese imbarcavano affusti binati e quadrinati, armati con mitragliere Mle 1929. Le navi da guerra francesi sottoposte a lavori negli Stati Uniti nel 1943, come la nave da battaglia Richelieu ed il cacciatorpediniere Le Terrible, ebbero queste armi sostituite con i più efficienti cannoni da 20 mm Oerlikon.
L'Armada Española acquistò l'arma nel dicembre 1935, che fu usata durante la guerra civile su numerosi incrociatori e cacciatorpediniere repubblicani. Dal 1939 iniziò anche la produzione in loco della relativa munizione, presso la "Pirotecnia Militar" di Siviglia.
In Italia, la Società Italiana Ernesto Breda acquistò la licenza di produzione nel 1929 e produsse l'arma come Breda Mod. 31. Questa equipaggiò moltissime navi, sommergibili e treni armati della Regia Marina, i carri armati leggeri CV33 venduti al Brasile, i carri comando del Regio Esercito e, dopo la guerra, i pattugliatori della Guardia di Finanza.

### Variante terrestre
La mitragliatrice, nella variante Mle 1930, armò le fortificazioni della Linea Maginot. La stessa variante equipaggiava il carro armato leggero AMR 35, l'autoblindo AMD Laffly 80 e il carro leggero belga T-15.

### Versioni semoventi
Negli anni trenta furono sperimentati diversi semoventi antiaerei, installando Mle 1929 binate o quadrinate su semicingolati Citroën-Kégresse P19 e P4T e autocarri 6×6 Berliet, ma nessuno di questi venne prodotto in serie. Le forze della France libre usarono affusti semoventi prodotti sul campo, utilizzando mitragliatrici Mle 1929 sbarcate dalle navi internate nelle colonie africane nel 1942.

## Utilizzatori
- Belgio
- Francia
- Grecia
- Italia prodotta su licenza come Breda Mod. 31
- Giappone prodotta su licenza come Type 93
- Polonia
- Romania
- Spagna